# Арболс (Колорадо)
Арболс (енгл. Arboles) насељено је место без административног статуса у америчкој савезној држави Колорадо.

## Демографија
По попису из 2010. године број становника је 280, што је 48 (20,7%) становника више него 2000. године.
| Група             | 2000.       | 2010.       |
| Белци             | 143 (61,6%) | 203 (72,5%) |
| Афроамериканци    | 0 (0,0%)    | 2 (0,7%)    |
| Азијати           | 0 (0,0%)    | 1 (0,4%)    |
| Хиспаноамериканци | 58 (25,0%)  | 62 (22,1%)  |
| Укупно            | 232         | 280         |